# Эшер, Алек
Алек Эдвард Эшер (англ. Alec Edward Asher, 4 октября 1991, Лейкленд) — американский бейсболист, питчер. Выступает в клубе тайваньской лиги «Юни-Президент Лайонс».

## Карьера
Закончил старшую школу Лейкленд Сеньор. В 14 лет перенёс операцию Томми Джона. 
В 2010 году был выбран на драфте «Сан-Франциско Джайентс», но затем клуб отказался от прав на игрока по результатам медицинского обследования. Затем учился в колледжах Санта-Фе и Полк Коммьюнити. В 2012 году был повторно задрафтован командой «Техас Рейнджерс».
Профессиональную карьеру начал в составе «Спокан Индианс». В 2012 году сыграл в 20-и матчах в качестве реливера, сделал 5 сейвов, 50 страйк-аутов, показатель ERA составил 3,09. 
Сезон 2013 года начал в качестве стартового питчера «Мертл-Бич Пеликанс». В 26-и матчах за команду одержал 9 побед при 7-и поражениях с ERA 2,90. 
31 июля 2015 года Эшер был обменян в «Филлис». Дебютировал в МЛБ 30 августа.
16 июня 2016 года был дисквалифицирован на 80 матчей за нарушение антидопинговых правил после того как в его пробе был обнаружен туринабол.
28 марта 2017 года Эшера обменяли в «Балтимор Ориолс».
Сезон 2019 года Алек начал в независимой Атлантической лиге профессионального бейсбола. В апреле он подписал контракт с «Шугар Ленд Скитерс», а менее чем через месяц Эшер перешёл в «Лонг-Айленд Дакс». В июне его выкупил клуб тайваньской лиги «Юни-Президент Лайонс».